# Acotango
Acotango lub Cerro Acotango – szczyt na granicy Boliwii i Chile. Należy do grupy Nevados de Quimsachata, do której należą też Humarata i Cerro Capurata. Stratowulkan jest dość mocno wyerodowany, ale wycieki lawy na północnym zboczu świadczą o tym, że morfologicznie jest dość młody (z okresu holocenu).

## Galeria

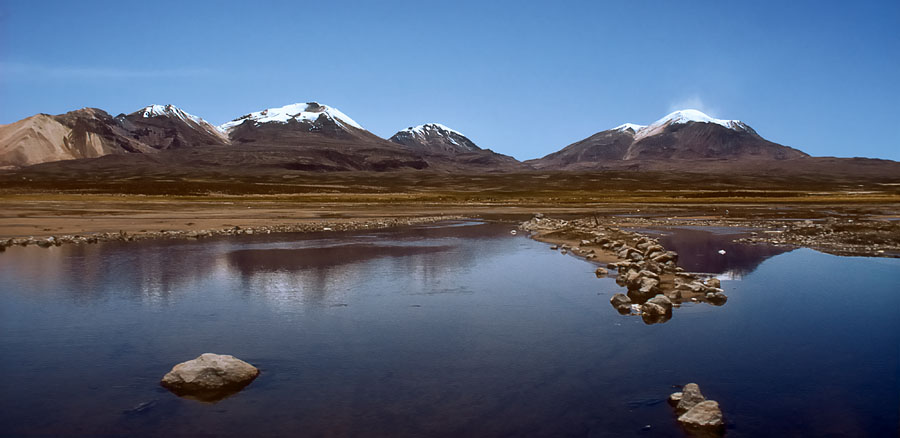
Grupa Nevados de Quimsachata znad jeziora Chungara
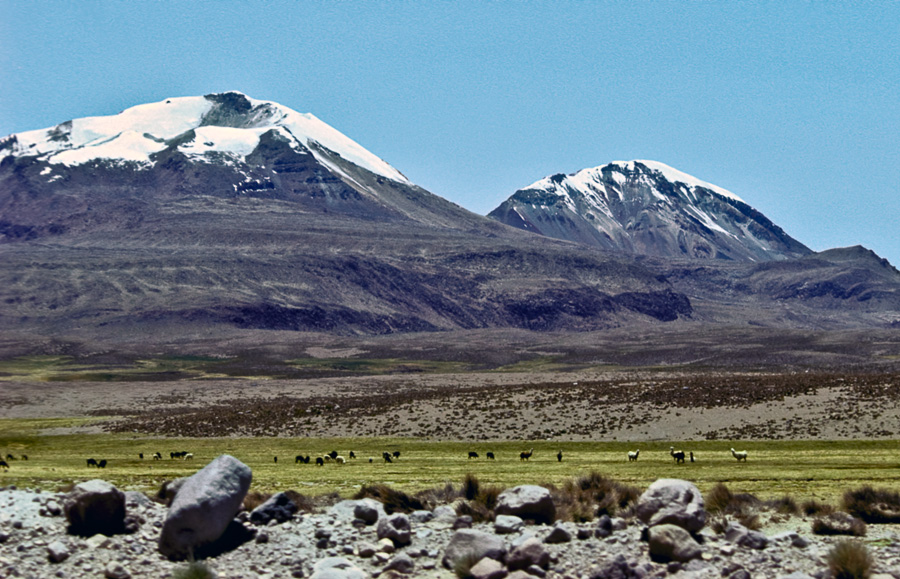
Acotango i Cerro Capurata